# Arcuphantes saitoi
Arcuphantes saitoi är en spindelart som beskrevs av Yoh Ihara 1995. Arcuphantes saitoi ingår i släktet Arcuphantes och familjen täckvävarspindlar. Inga underarter finns listade i Catalogue of Life.